# Martincourt-sur-Meuse
Martincourt-sur-Meuse ist eine französische Gemeinde mit 68 Einwohnern (Stand 1. Januar 2022) im Département Meuse in der Region Grand Est (bis 2015 Lothringen). Sie gehört zum Arrondissement Verdun und zum Kommunalverband Pays de Stenay et du Val Dunois.

## Geografie
Die Gemeinde Martincourt-sur-Meuse liegt an der Maas, etwa 27 Kilometer südöstlich von Sedan und etwa 15 Kilometer südwestlich der Grenze zu Belgien. Ein Teilstück des im fünf Kilometer südlich gelegenen Stenay von der Maas abzweigenden Maaskanals verläuft östlich parallel zur Maas durch das Gemeindegebiet. Er kürzt die Fahrstrecke für Schiffe gegenüber der zahlreiche Flussschlingen aufweisenden Maas erheblich ab. Die Maasbrücke dient hauptsächlich der Bewirtschaftung der Weideflächen links der Maas.
Das Gemeindegebiet von Martincourt im äußersten Nordwesten Lothringens erstreckt sich von den Flussauen beiderseits der Maas bis auf die Höhen des Plateaus zwischen den Tälern der Flüsse Maas und Chiers. Die höheren Lagen im Nordosten und einige Hänge sind von Wäldern bedeckt (le Petit Pèlerin), rund um das Dorf Martincourt sowie an der Maas herrschen Acker- und Weideland vor.
Nachbargemeinden von Martincourt-sur-Meuse sind Inor im Norden, Olizy-sur-Chiers im Nordosten, Stenay im Süden, Cesse im Südwesten sowie Luzy-Saint-Martin im Westen.

## Geschichte
In Martincourt hatte der Weinbau eine lange Tradition. Im Jahr 1831 betrug die Rebfläche an den Hängen der Seitentäler der Maas 27 Hektar. Es wurde unter anderem Spätburgunder, nach 1850 Schwarzriesling kultiviert. Die Reblauskrise zwischen 1865 und 1885 führte zu großen Verwüstungen, der Erste Weltkrieg endgültig zur Aufgabe der Weinberge in der ganzen Region an der Maas.
Die 1771 errichtete Kirche in Martincourt hatte nie einen eigenen Pfarrer, Taufen und Hochzeiten fanden in der benachbarten und heute zu Stenay gehörenden Eremitage Cerisy statt.
Während das Dorf im Ersten Weltkrieg noch weitgehend verschont blieb, wurde es zu Beginn des Zweiten Weltkrieges völlig zerstört – Martincourt lag unmittelbar hinter der Maginotlinie. Die Brücke über die Maas entstand 1904. Sie wurde 1914 von französischen Pionieren zerstört, um einen möglichen Flussübergang der deutschen Truppen zu erschweren. Eine neue Brücke wurde 1922 gebaut, die zu Beginn des Zweiten Weltkrieges wieder zerstört wurde. 1950 wurde das Dorf wieder aufgebaut, nachdem die Bewohner eine Fusion mit der zwei Kilometer nördlich gelegenen Gemeinde Inor abgelehnt hatten. In den 1950er Jahren wurde auch eine neue Behelfsbrücke über die Maas errichtet, ein Provisorium, das bis heute seinen Dienst tut.

### Bevölkerungsentwicklung
| Jahr      | 1962 | 1968 | 1975 | 1982 | 1990 | 1999 | 2006 | 2013 | 2021 |
| --------- | ---- | ---- | ---- | ---- | ---- | ---- | ---- | ---- | ---- |
| Einwohner | 91   | 72   | 68   | 63   | 71   | 63   | 65   | 63   | 70   |

In den Jahren 1841 und 1851 wurden mit 221 Bewohnern die bisher jeweils höchsten Einwohnerzahlen ermittelt. Die Zahlen basieren auf den Daten von cassini.ehess und INSEE.

## Sehenswürdigkeiten
Die Kreuzauffindungs-Kirche in Martincourt (Église de l’Invention-de-la-Sainte-Croix) wurde 1771 gebaut. Nach der Zerstörung im Zweiten Weltkrieg erfolgte der Wiederaufbau 1950, Umbauten zwischen 1953 und 1956. Bis auf eine Christusstatue aus dem 18. Jahrhundert stammt die Inneneinrichtung aus der Nachkriegszeit.
Das ehemalige öffentliche Waschhaus (Lavoir) aus dem Jahr 1865 ist das einzige Bauwerk in Martincourt, das die Zerstörungen 1940 weitgehend unbeschadet überstanden hat.

## Wirtschaft und Infrastruktur
In der Gemeinde sind vier Landwirtschaftsbetriebe ansässig (Gemüseanbau, Milchwirtschaft, Rinderzucht).
Durch Martincourt führt die Fernstraße von Sedan über Stenay nach Verdun. Weitere Straßen verbinden Martincourt mit den Nachbargemeinden Olizy-sur-Chiers und Luzy-Saint-Martin. Martincourt liegt am Sentier de grande randonnée Pays aux Marches de Meuse.

## Belege
1. ↑  Martincourt-sur-Meuse auf cassini.ehess
2. ↑  Martincourt-sur-Meuse auf INSEE
3. ↑  Landwirtschaftsbetriebe auf annuaire-mairie.fr (französisch)